# Г'юз (Арканзас)
Г'юз (англ. Hughes) — місто (англ. city) в США, в окрузі Сент-Френсіс штату Арканзас. Населення — 1056 осіб (2020).

## Географія
Г'юз розташований на висоті 63 метра над рівнем моря за координатами 34°56′59″ пн. ш. 90°28′8″ зх. д. / 34.94972° пн. ш. 90.46889° зх. д. (34.949663, -90.468847).  За даними Бюро перепису населення США в 2010 році місто мало площу 5,62 км², з яких 5,56 км² — суходіл та 0,06 км² — водойми. В 2017 році площа становила 5,92 км², з яких 5,86 км² — суходіл та 0,06 км² — водойми.

## Демографія
Згідно з переписом 2010 року, у місті мешкала 1441 особа в 591 домогосподарстві у складі 402 родин. Густота населення становила 256 осіб/км².  Було 662 помешкання (118/км²). 
Расовий склад населення:
| - 74,2 % — чорних або афроамериканців - 23,9 % — білих - 0,6 % — азіатів - 0,2 % — корінних американців |

До двох чи більше рас належало 0,7 %. Іспаномовні складали 1,1 % від усіх жителів.
За віковим діапазоном населення розподілялося таким чином: 28,5 % — особи молодші 18 років, 58,5 % — особи у віці 18—64 років, 13,0 % — особи у віці 65 років та старші. Медіана віку мешканця становила 36,3 року. На 100 осіб жіночої статі у місті припадало 83,1 чоловіків;  на 100 жінок у віці від 18 років та старших — 78,2 чоловіків також старших 18 років.
Середній дохід на одне домашнє господарство  становив 28 018 доларів США (медіана — 18 547), а середній дохід на одну сім'ю — 34 245 доларів (медіана — 21 042). За межею бідності перебувало 41,9 % осіб, у тому числі 68,5 % дітей у віці до 18 років та 24,6 % осіб у віці 65 років та старших.
Цивільне працевлаштоване населення становило 585 осіб. Основні галузі зайнятості: освіта, охорона здоров'я та соціальна допомога — 23,6 %, роздрібна торгівля — 23,4 %, виробництво — 9,9 %, науковці, спеціалісти, менеджери — 8,0 %.
За даними перепису населення 2000 року в Г'юзі проживало 1867 осіб, 493 родини, налічувалося 682 домашніх господарств і 762 житлових будинки. Середня густота населення становила близько 328 осіб на один квадратний кілометр. Расовий склад Г'юза за даними перепису розподілився таким чином: 29,41 % білих, 67,76 % — чорних або афроамериканців, 0,11 % — корінних американців, 1,61 % — азіатів, 0,11 % — вихідців з тихоокеанських островів, 0,59 % — представників змішаних рас, 0,43 % — інших народів. Іспаномовні склали 0,7 % від усіх жителів міста.
З 682 домашніх господарств в 37,1 % — виховували дітей віком до 18 років, 38,1 % представляли собою подружні пари, які спільно проживали, в 29,5 % сімей жінки проживали без чоловіків, 27,6 % не мали сімей. 25,5 % від загального числа сімей на момент перепису жили самостійно, при цьому 10,7 % склали самотні літні люди у віці 65 років та старше. Середній розмір домашнього господарства склав 2,74 особи, а середній розмір родини — 3,31 особи.
Населення міста за віковим діапазоном за даними перепису 2000 року розподілилося таким чином: 33,7 % — жителі молодше 18 років, 9,1 % — між 18 і 24 роками, 25,5 % — від 25 до 44 років, 19,4 % — від 45 до 64 років і 12,2 % — у віці 65 років та старше. Середній вік мешканця склав 31 рік. На кожні 100 жінок в Г'юзі припадало 83,4 чоловіків, у віці від 18 років та старше — 73,5 чоловіків також старше 18 років.
Середній дохід на одне домашнє господарство в місті склав 18 333 долара США, а середній дохід на одну сім'ю — 22 976 доларів. При цьому чоловіки мали середній дохід в 25 417 доларів США на рік проти 16 641 долар середньорічного доходу у жінок. Дохід на душу населення в місті склав 10 039 доларів на рік. 31,7 % від усього числа сімей в окрузі і 38 % від усієї чисельності населення перебувало на момент перепису населення за межею бідності, при цьому 53,3 % з них були молодші 18 років і 31,5 % — у віці 65 років та старше.